# Bautaen
Bautaen är en bergstopp i Antarktis. Norge gör anspråk på området. Toppen på Bautaen är 2 240 meter över havet.
Terrängen runt Bautaen är varierad. Trakten är glest befolkad. Det finns inga samhällen i närheten.